# Declaración de Mayoría de Edad de Pedro II de Brasil
La Declaración de Mayoría de Edad de Pedro II (en portugués: Declaração da Maioridade de D. Pedro II), también mencionada en la historia brasileña como el Golpe de la Mayoría de Edad (en portugués: Golpe da Maioridade) ocurrió el 23 de julio de 1840 con el apoyo del Partido Liberal y puso fin al periodo de regencia brasileño.
Los liberales agitaron al pueblo que presionó al senado para que declarara mayor de edad al aún joven Pedro II quien todavía no cumplía 15 años. En 1834, el parlamento portugués ya había declarado la mayoría de edad de María, la hermana de Pedro II, que con ese acto pasó a gobernar sin un regente.
Ese acto tuvo como principal objetivo la transferencia del poder a Pedro II para que él, aunque no tenía experiencia, mediante su autoridad pudiese poner fin a las disputas políticas que sacudían al Brasil. Se creía que con la figura del emperador se detendrían las revueltas que estaban dándose en el país como la guerra de los Farrapos, la Sabinada, la Cabanagem, la Revuelta de los Malés y la Balaiada.
Para asistir al nuevo emperador, se instaló el "Ministerio de la Mayoría de Edad" de orientación liberal, conocido como el "Ministerio de los Hermanos" ya que estaba formado, entre otras personas, por los hermanos Andrada (Antônio Carlos y Martim Francisco, de São Paulo) y los hermanos Cavalcanti (futuros vizcondes de Albuquerque y de Suassuna, de Pernambuco).